# Conjunto Habitacional na Avenida Infante Santo
O Conjunto Habitacional na Avenida Infante Santo, em Lisboa, constituído por cinco blocos, é uma obra dos arquitetos Alberto Pessoa (1919-1985), Hernâni Gandra (1914-1988) e João Abel Manta (1928-), a sua construção foi iniciada em 1952 e finalizada em 1955. Em 1956 recebe Prémio Municipal de Arquitetura. É um edifício habitacional localizado na Avenida Infante Santo números 64-64G, 66-66G, 68-68O, 70-70P e 72-72D, e está parcialmente incluído na Zona Especial de Proteção do Museu Nacional de Arte Antiga. É um significante exemplar da arquitetura residencial moderno português e faz parte do novo conceito de fazer cidade, desenvolvido em Lisboa ao longo dos anos 50 do séc. XX, decorrente da aplicação dos novos princípios do urbanismo moderno definidos na Carta de Atenas (1933).

## História

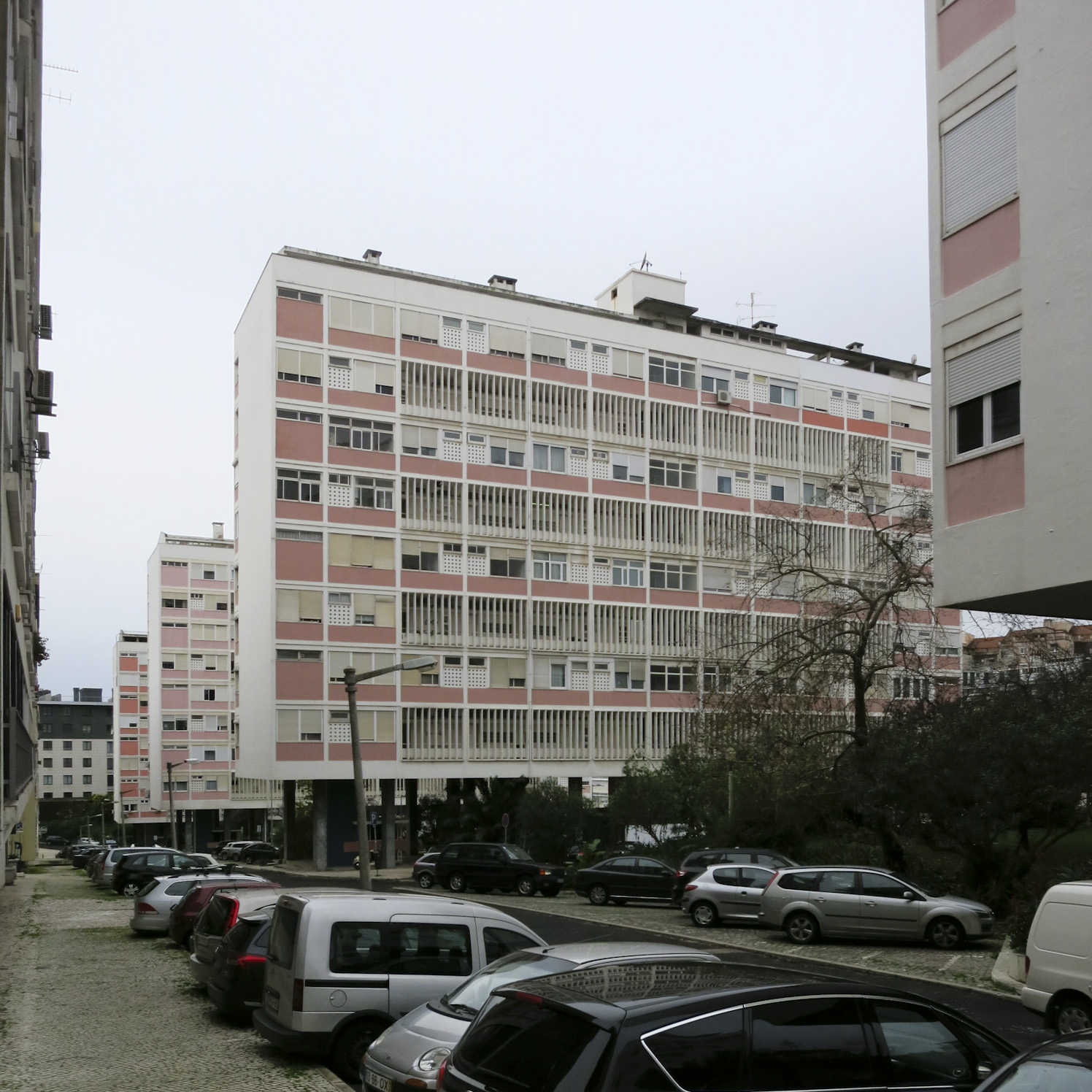
Conjunto Habitacional, Avenida Infante Santo

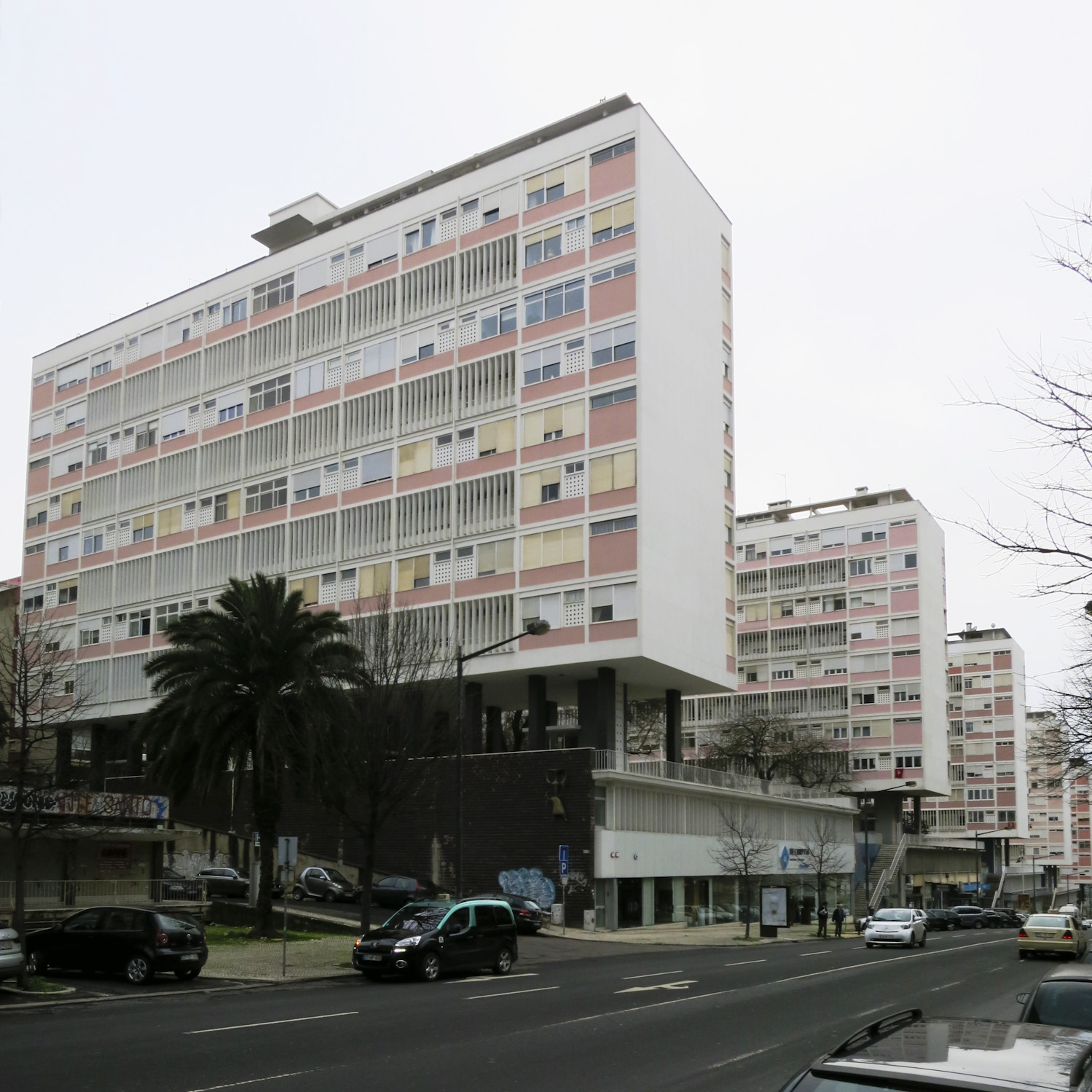
Conjunto Habitacional, Avenida Infante Santo

Em 1947, Alberto Pessoa, junto com os arquitetos Hernâni Gandra e João Abel Manta, apresenta na Câmara Municipal de Lisboa um plano de urbanização da Avenida Infante Santo, que até em 1950 era a Avenida Tenente Valadim. O plano era composto por habitação multifamiliar, escritórios, lojas, cafés e equipamentos públicos, que iam estar dispostos ao longo de toda avenida. O complexo habitacional terá um caracter inovador e funcional, o conjunto de edifícios atingiu o auge da arquitetura moderna, o mesmo será nomeado por Conjunto tipo A e são divididos em 5 lotes construídos com base num mesmo projeto base, sofrendo apenas pequenas alterações entre si. Esse projeto foi encomendado pela Câmara Municipal de Lisboa e as habitações eram destinadas ao aluguer. Um nome importante para a execução desta obra foi o engenheiro Jordão Vieira Dias (?-?) responsável pelo projeto de betão armado, material que foi muito usado nas construções modernas. Uma particularidade deste projeto é ter tido duas fases de construção, a primeira foi entre 1954 e 1956 com a construção dos lotes de 1 a 4 e a segunda fase foi de 1960 a 1963 finalizando com a construção do lote 5.
O terreno onde se localizam os blocos habitacionais encontra-se na parte ocidental da cidade, a 500m do rio Tejo. A sua morfologia é formanda por uma espécie de vale, que desce em direção ao rio, e os blocos estão dispostos em pente e perpendiculares à via, estabelecendo uma forte relação visual com a paisagem. Os volumes de comércio relacionam-se diretamente com a avenida dispondo-se paralelamente a esta, indo ao encontro da necessidade de criação de muros para suporte dos terrenos. A área de implantação dos cinco lotes é um rectângulo estreito e comprido, com aproximadamente 230mx50m.
Os acessos são feitos pela avenida Infante Santo ou pela Rua Abílio Lopes do Rego, sendo estas duas vias de circulação automóvel paralela. Os estabelecimentos comerciais estão à cota da avenida e à cota da rua, superior, encontra-se a entrada dos edifícios de habitação. No intervalo das lojas existem as escadarias de acesso à plataforma de acesso dos blocos de habitação, sendo assim possível circular pedonalmente entre as duas cotas.

## A arte e o conjunto
Quem percorre a Avenida Infante Santo,  é surpreendido com as laterais de acesso aos pisos de habitação. As paredes exteriores são revestidas com painéis em azulejo de diversos autores: Maria Keil, Carlos Botelho e Sá Nogueira.
Maria Keil (1914-2012) teve também sua formação na Escola de Belas Artes, onde foi aluna de Veloso Salgado. No ano de 1939 vai trabalhar no Estúdio Técnico de Publicidade. Encontra Carlos Botelho, Ofélia e Bernardo Marques. Sendo casada com o arquiteto Keil do Amaral consegue fazer parte do circuito de arquitetos o que lhe permite fazer trabalhos relacionados com arquitetura. Isto permite largar as suas experiências e fazer parte de uma vasta obra multifacetada e caracterizada por várias técnicas artísticas: pintura, desenho, ilustração, decoração de interiores, tapeçaria, gravura, cerâmica, artes gráficas e azulejo. O painel de azulejos “O Mar” é um painel de grande dimensão, que parte de uma matriz formada por elementos triangulares. A artista altera as dimensões da escala e cria assim uma malha orgânica de tons frios como o mar. Introduz olhar do observador para a figura do pescador situado à esquerda do painel, onde a sua dimensão em altura é maior. O pescador ao centro que segura uma criança encontra-se numa embarcação. A ilusão triangular conduz a ondulação, e ilustra também, alguns motivos de búzios e conchas. Esta malha cria um fundo dinâmico, em particular na área abaixo da escadaria anulando o efeito de revestimento da parede.
O pintor Carlos Botelho (1889-1982) foi aluno na Escola de Belas-Artes de Lisboa em 1919, onde teve como professor Ernesto Condeixa. Carlos Botelho é escolhido para a criar o painel de azulejos que se insere no primeiro lance de escadas. Há uma clara justaposição de planos constituída por cores vivas e homogéneas. O autor introduz memórias de arquiteturas de um núcleo urbano tradicional com um plano de habitação, muralhas e igrejas de Lisboa. Dentro deste plano é visível a Casa dos Bicos, uma janela manuelina e a estereotomia do azulejo enquadra-se numa dimensão de 2mx2m. Na parte superior da escadaria está pintado um edifício que representa o emblema de Lisboa, uma caravela juntamente com corvos.
O pintor Sá Nogueira (1921-2002) foi autor de uma vasta obra e professor da Escola Superior de Belas-Artes do Porto e da Faculdade de Arquitetura da Universidade Técnica de Lisboa, entre outras. Seria ele o escolhido para o terceiro painel, é uma figuração popular que ocupa a parte superior esquerda, na perspectiva do observador, depara-se com um conjunto de embarcações num cais. A água destabiliza a sua posição formal, são diversos os campos de cor, havendo uma ligação dos pescadores com a embarcação. Ainda na parte superior do painel no segundo lance de escadas é visíveis três rapazes sentados num ancoradouro e movimentos da água, na parte inferior direita, abaixo da escada. Há pescadores que se repetem ao longo do painel e se adaptam aos acidentes provocados pelos lanços de escadas, repetindo outras figurações do pescador e da embarcação e a mesma sugestão da água, os mesmos elementos são repetido e dispostos de outra forma. Mais à direita, sobre fundo liso e amarelo, estão outros barcos de pescadores.

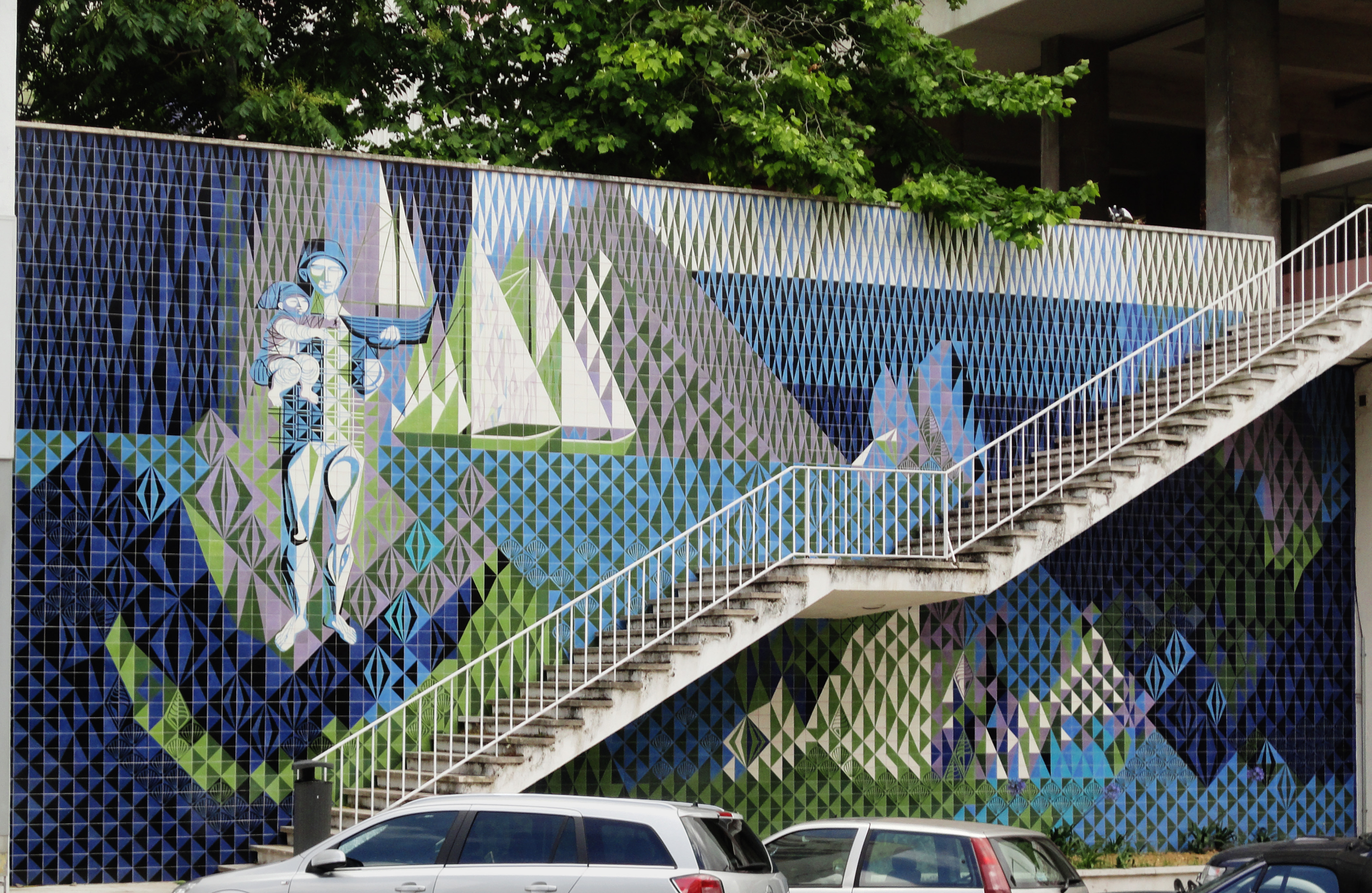
O mar, 1958-59, painel de azulejos de Maria Keil
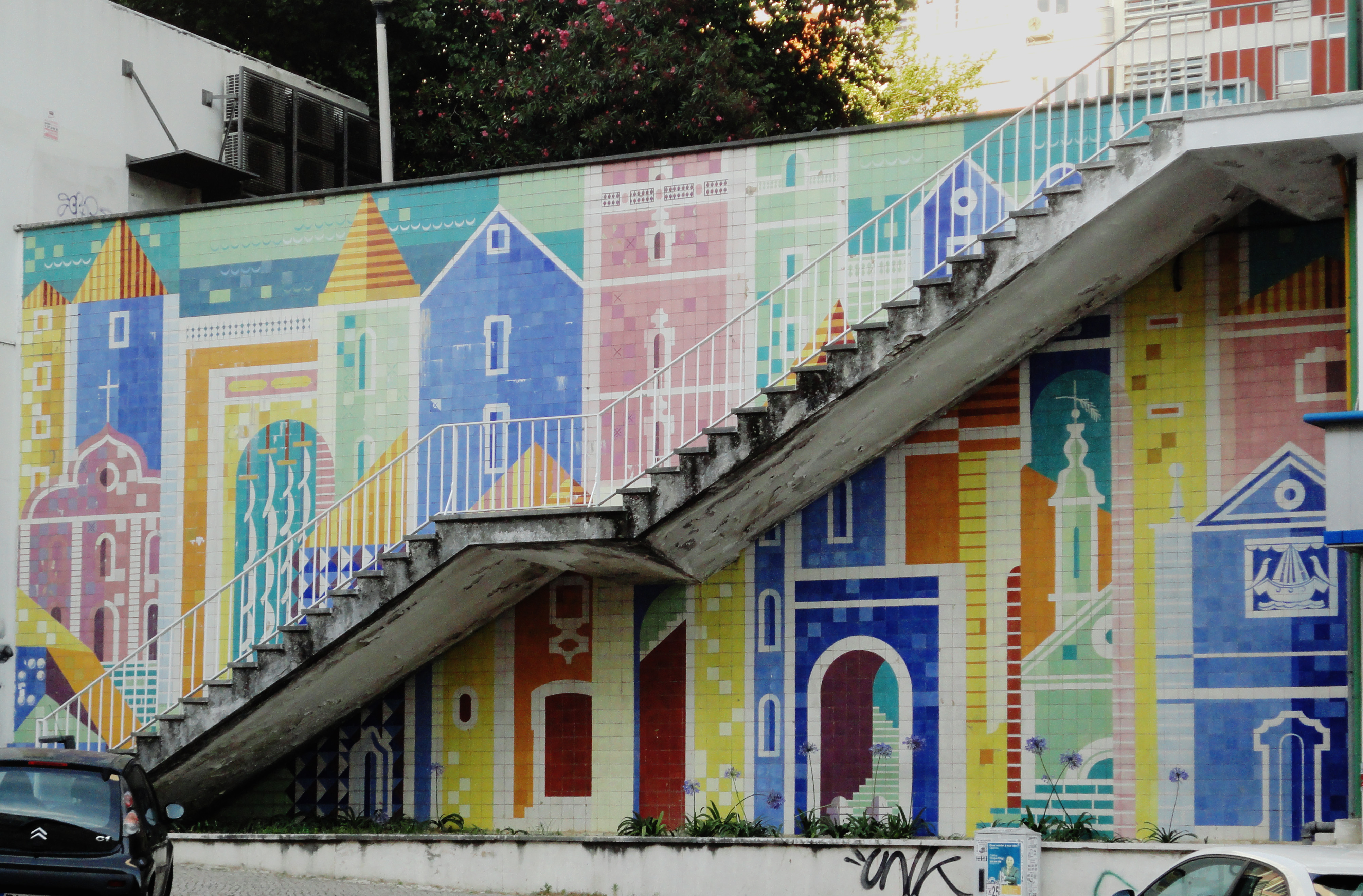
Painel de azulejos de Carlos Botelho
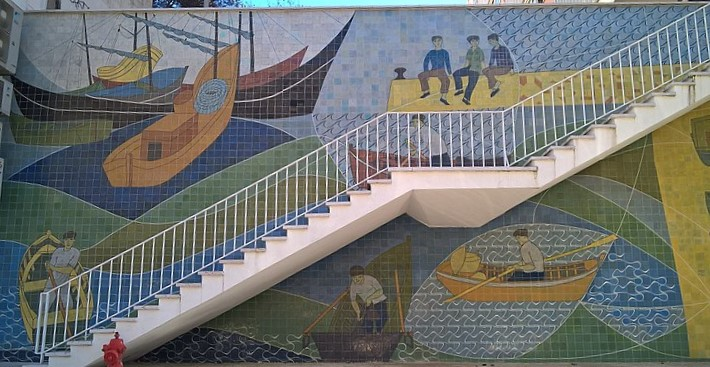
Painel de azulejos de Sá Nogueira
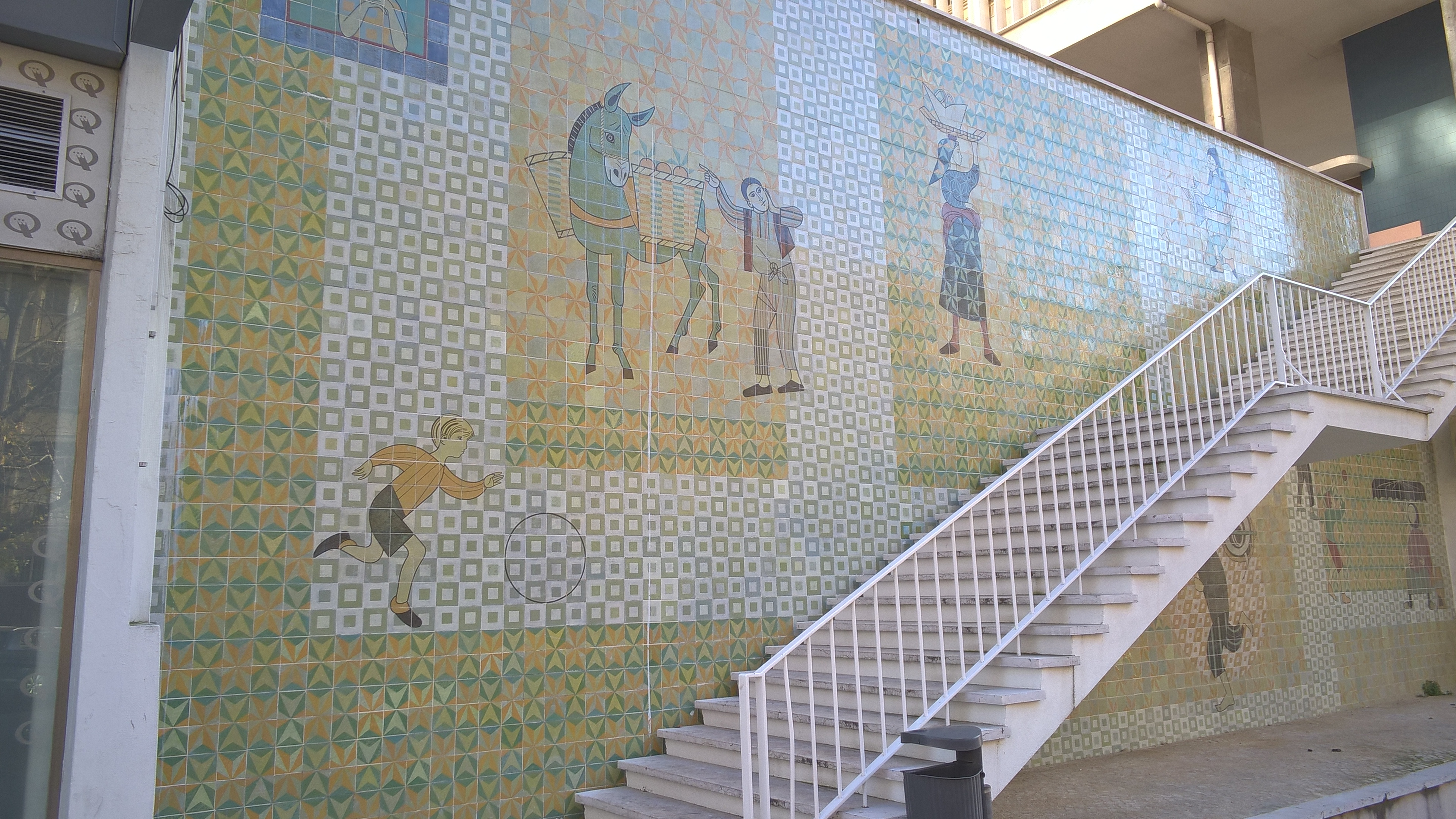
Painel de azulejos de Júlio Pomar